# Operazione Battleaxe
L'operazione Battleaxe fu un'operazione militare, promossa dal British Army nel giugno del 1941, che aveva l'obiettivo di scacciare dalla Cirenaica le truppe italo-tedesche.
L'operazione, che se fosse andata in porto avrebbe liberato gli Alleati dalla morsa dell'assedio di Tobruch, vedeva per la prima volta dall'inizio del seconda guerra mondiale l'esercito tedesco sulla difensiva.
Nel complesso l'operazione non ebbe successo, in quanto i primi assalti britannici furono respinti grazie alle fortissime postazioni difensive create dal generale tedesco Erwin Rommel. Nel primo giorno di combattimenti i britannici persero più della metà dei loro carri armati, conseguendo il successo soltanto in uno dei loro tre assalti; il secondo giorno si chiuse in sostanziale parità (le truppe britanniche non riuscirono a sfondare a ovest ma fermarono un contrattacco tedesco al centro) mentre nel terzo gli Inglesi persero ogni speranza di trionfo, ma riuscirono ad evitare l'accerchiamento con una buona ritirata strategica.
Il fallimento della manovra portò alla destituzione del generale Archibald Wavell, comandante in capo delle forze armate britanniche in Africa e Medio Oriente.

## Antefatti e schieramenti
Ciò che stava accadendo a qualche centinaio di chilometri a ovest del Cairo creava non pochi grattacapi a Winston Churchill e agli ufficiali di stato maggiore alleati. A quel calderone fumante e fiammeggiante si era aggiunta una rivolta in Iraq, la campagna di Etiopia e la presenza di un numeroso contingente di forze filonaziste francesi in Siria. Tuttavia, Churchill non riusciva a capacitarsi di come Archibald Wavell non fosse riuscito a buttar fuori i Tedeschi dalla regione della Cirenaica, contando il fatto che aveva ottenuto ben mezzo milione di uomini e una grande quantità di mezzi cingolati.
Quello che il premier inglese non poteva comprendere era che il materiale inviato via mare non era stato progettato per quel genere di combattimento: i carri dovevano essere modificati per essere adattati e conformati alle nuove offensive nel deserto e, soprattutto, le unità di fanteria non erano state addestrate adeguatamente. Comunque, l'operazione ebbe il via libera il 28 maggio.
Gli schieramenti comprendevano diverse formazioni di manovra: la 4ª Brigata corazzata, equipaggiata con un notevole numero di Mk II Matilda, sarebbe salita verso nord-ovest nel tentativo di conquistare i quattro punti tattici più importanti lungo il percorso (Passo di Halfaya, Sollum, Bardia, Ridotta Capuzzo); la 7ª Divisione corazzata avrebbe seguito un percorso relativamente più concentrato verso sud per poter proteggere il fianco della 4ª Brigata e per poter aprire il fuoco nell'eventualità si presentassero scontri ravvicinati con i panzer tedeschi. Anche l'aviazione giocò un ruolo fondamentale, permettendo ad entrambi gli schieramenti di far scendere in campo più di duecento apparecchi ciascuno, tra caccia e bombardieri. Per quanto l'offensiva fosse iniziata il 28 maggio, le prime due settimane furono spese per la preparazione dell'intera manovra.
Prevedendo che la precedente operazione sarebbe stata solo un preludio al vero scontro nel deserto, Rommel rinforzò le linee difensive attorno alle Quote 206 e 208, e richiamò i suoi da Sidi Azzeiz verso i territori dell'Hafid. Questa zona era ricca di rilievi e creste, luoghi perfetti dove poter posizionare i temibili “88” (cannoni con diametro di 88 mm, dotati di lunga gittata ed elevata cadenza di fuoco e penetrazione. Concepiti come pezzi contraerei, presto vennero impiegati anche come controcarro).

## L'attacco e la sconfitta britannica
L'attacco fu sferrato all'alba del 15 giugno, tuttavia iniziò sotto un cattivo auspicio dal momento che i cannoni britannici s'insabbiarono poche ore prima. Le cose non migliorarono quando il 4º Reggimento Carri iniziò a marciare verso le postazioni italo-tedesche, ricevendo il battesimo di fuoco dai controcarri tedeschi. Le altre divisioni avanzarono, compresi i pesanti e lenti Mk II Matilda, con la speranza di sfondare le linee in qualche punto, ma solamente il 7º Reggimento Carri riuscì, non senza difficoltà, ad aggirare la Quota 206, caparbiamente difesa, e ad occupare ciò che restava della Forte Capuzzo scacciandone gli Italiani.
Qui s'insediò la 22ª Brigata, che bivaccò in attesa, speranzosa di un nuovo successo il mattino seguente. Però, in poco tempo, anche gli ultimi sei Matilda rimasti del 4º Reggimento Carri rimasero insabbiati o furono messi fuori combattimento. Le cose andarono persino peggio per la 7ª Brigata corazzata: dopo un rapido sfondamento si trovò di fronte una serie di colline e, non riuscendo a localizzare il nemico, continuò ad avanzare fino a scoprire la posizione delle trincee tedesche. Sfortunatamente per i Britannici, l'artiglieria tedesca li aveva già sotto tiro e, caduti sotto il fuoco preciso dei pezzi da 88 mm FlaK, vennero polverizzati. Alcune autoblindo britanniche, a causa della mancanza di un efficiente sistema radio, si dispersero nella mischia senza fare mai più ritorno.
Nel giro di due giorni l'operazione da una lenta ritirata si tramutò in un completo disastro. Le divisioni motorizzate dell'Asse, ormai, inseguivano il nemico, respingendolo verso le sue basi di partenza. L'unica postazione inglese che poté essere mantenuta fino alla fine dell'operazione fu la Quota 206, ma solo dopo essere passata di mano per ben due volte. Annientati i Matilda, ai Britannici non restava altro da fare che ritirarsi lungo il fronte di Sidi Barrani cercando di preservare il maggior numero possibile dei mezzi corazzati superstiti. A nulla servirono gli interventi del 2º e del 6º Reggimento Carri, formato di nuovi Mk VI Crusader, poiché negli scontri a lunga distanza i pezzi da 75 millimetri tedeschi erano tremendamente superiori.
Non rimasero che quindici carri alla fine del combattimento, il 17 giugno. Alla fine dell'Operazione Battleaxe gli Alleati si ritrovavano con quarantotto Matilda su cento, ventisei Cruiser e ventuno Crusader totali tra mezzi ancora funzionanti e bisognosi di riparazioni. Le perdite britanniche assommarono a 122 morti, 588 feriti e 259 dispersi; quattro cannoni controcarro, tre bombardieri, trentatré caccia, ventisette Cruiser Mk III, quarantacinque Crusader e sessantaquattro Matilda. Le perdite dell'Asse furono relativamente minori: 93 morti, 353 feriti e 253 dispersi; dieci aerei e venticinque Panzer.
Il generale Wavell, la mattina del 22 giugno, si stava radendo quando gli fu annunciata la sua sostituzione con Claude Auchinleck, il comandante delle forze in India.